# Saint-Hilaire-du-Bois (Gironda)
Saint-Hilaire-du-Bois è un comune francese di 89 abitanti situato nel dipartimento della Gironda nella regione della Nuova Aquitania.

## Società

### Evoluzione demografica
Abitanti censiti